# Megalomus magallanicus
Megalomus magallanicus là một loài côn trùng trong họ Hemerobiidae thuộc bộ Neuroptera. Loài này được New miêu tả năm 1990.